# Mathis Lambourde
Mathis Thierry Lambourde Frontier (Les Lilas, 9 gennaio 2006) è un calciatore francese, attaccante del Verona.

## Caratteristiche tecniche
Attaccante, il suo ruolo è quello di centravanti ma può giocare anche da ala su entrambe le fasce. Si muove molto nell'area di rigore avversaria e questo fa in modo che lui non dia punti di riferimento agli avversari e che riesca a esprimersi al meglio giocando vicino a un centravanti di riferimento. All'occorrenza si abbassa per prendere il pallone dai centrocampisti giocando quasi sulla trequarti e cercando l'imbeccata per i compagni o per provare l'azione solitaria. Si distingue anche per la sua bravura nel saltare gli avversari sfruttando tecnica e agilità.

## Carriera

### Club
Dopo avere militato nella primavera del Rennes, debutta in prima squadra il 16 settembre 2023 nella partita di Ligue 1 contro il Lilla.
Il 30 agosto 2024 viene acquistato dal Verona. Esordisce con i gialloblù, oltreché in Serie A, il 20 settembre seguente nella sconfitta interna contro il Torino (2-3). Dieci giorni dopo realizza il suo primo gol coi gialloblù nella sconfitta esterna per 3-2 in campionato del Como.

### Nazionale
Ha giocato nella nazionali giovanili francesi Under-17 ed Under-18.
Con l'Under-17 francese nel 2023 ha perso la finale degli Europei di categoria e quella dei Mondiali di categoria, entrambe contro i pari età della Germania.

## Statistiche

### Presenze e reti nei club
Statistiche aggiornate al 3 marzo 2025.
| Stagione        | Squadra         | Campionato      | Campionato | Campionato | Coppe nazionali | Coppe nazionali | Coppe nazionali | Coppe continentali | Coppe continentali | Coppe continentali | Altre coppe | Altre coppe | Altre coppe | Totale | Totale | Totale |
| Stagione        | Squadra         | Comp            | Pres       | Reti       | Comp            | Pres            | Reti            | Comp               | Pres               | Reti               | Comp        | Pres        | Reti        | Pres   | Reti   |        |
| --------------- | --------------- | --------------- | ---------- | ---------- | --------------- | --------------- | --------------- | ------------------ | ------------------ | ------------------ | ----------- | ----------- | ----------- | ------ | ------ | ------ |
| 2022-2023       | Rennes 2        | N2              | 10         | 1          | -               | -               | -               | -                  | -                  | -                  | -           | -           | -           | 10     | 1      |        |
| 2023-2024       | Rennes 2        | N3              | 6          | 2          | -               | -               | -               | -                  | -                  | -                  | -           | -           | -           | 6      | 2      |        |
| Totale Rennes 2 | Totale Rennes 2 | Totale Rennes 2 | 16         | 3          |                 | -               | -               |                    | -                  | -                  |             | -           | -           | 16     | 3      |        |
| 2023-2024       | Rennes          | L1              | 1          | 0          | CF              | 1               | 0               | UEL                | 1                  | 0                  | -           | -           | -           | 3      | 0      |        |
| 2024-2025       | Verona          | A               | 6          | 1          | CI              | 0               | 0               | -                  | -                  | -                  | -           | -           | -           | 6      | 1      |        |
| Totale carriera | Totale carriera | Totale carriera | 23         | 4          |                 | 1               | 0               |                    | 1                  | 0                  |             | -           | -           | 25     | 4      |        |